# فارينا

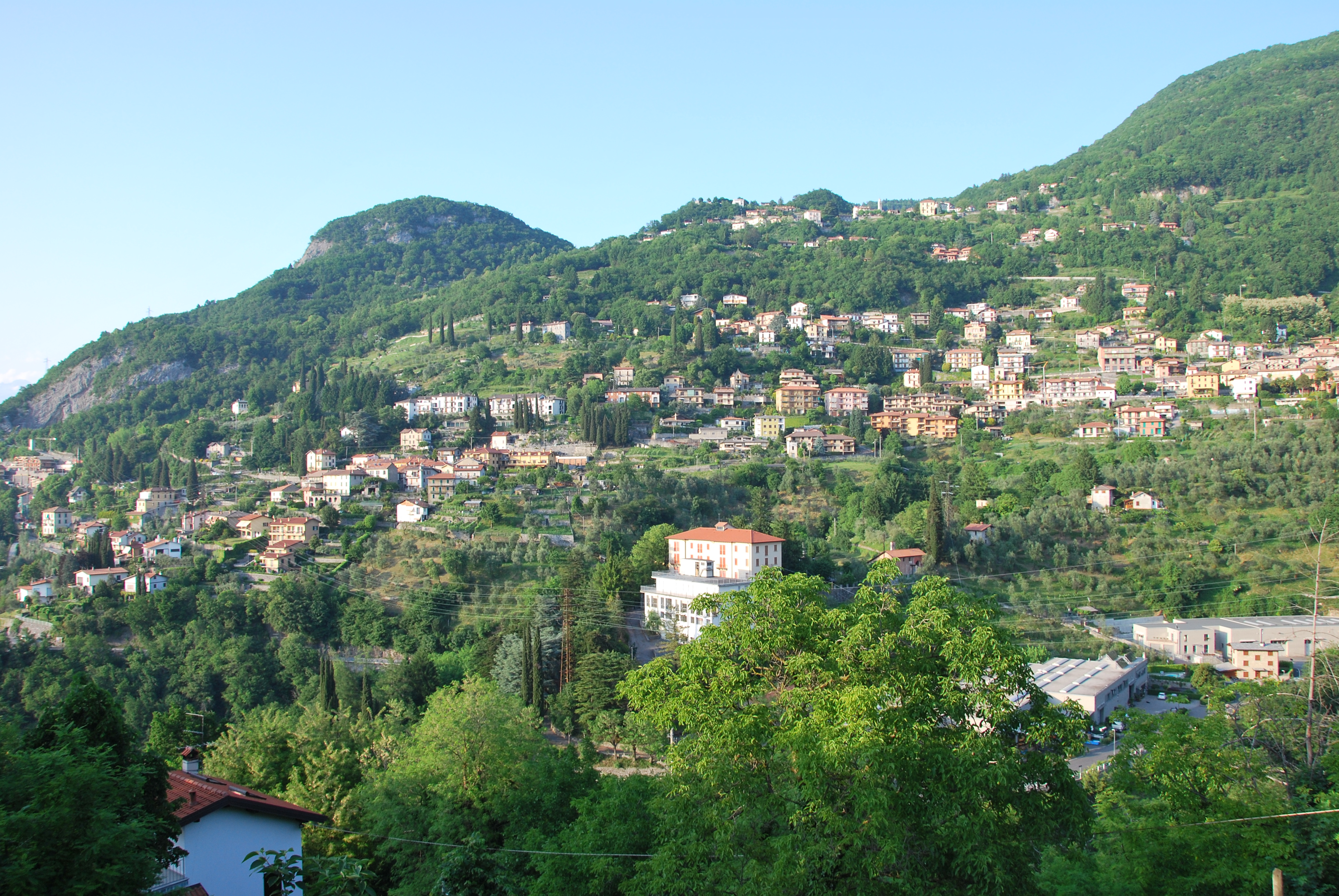
منظر من كاستيلو دي فيسيو

فَرِنَّة (بالإيطالية: Varenna)‏ (نقحرة: فارينا) هي كومونا (بلدية) على بحيرة كومو في مقاطعة ليكو في إقليم لومبارديا في إيطاليا. تبعد نحو 60 كيلومترا إلى الشمال من مدينة ميلانو و حوالي 20 كيلومترا شمال غرب مدينة ليكو.
أسست فَرِنَّة من قبل صيادين محليين في العام 769، وتحالفت إثرها مع بلدة ميلانو.  دمرت القرية في العام 1126 من قبل بلدة كومو، وبعدها استقبلت لاجئين من إزولا كوماتشينا الذين كانوا قد لقوا نفس المصير في العام 1169.
تحد فَرِنَّة كل من بلديات إزينو لاريو ولييرنا وأوليفيتو لاريو وبيرليدو. المعالم الرئيسية في فَرِنَّة هي قلعة كاستيلو دي فيسيو ومتحف صغير مخصص للزاحف المائي لاريوسوروس الذي عاش في منتصف العصر الترياسي  إضافة إلى حدائق جميلة في فيلا موناستيرو. تقع بلديات بيلاجيو وجريانته وميناجيو في مقاطعة كومو على الشاطئ المقابل من البحيرة.
تم تحويل فيلا موناستيروبين فَرِنَّة وفيولاماتي إلى متحف وحديقة نباتية ومركز للمؤتمرات. تأسست كدير سيستيرشي في القرن الحادي عشر أو الثاني عشر. تقع فَرِنَّة على الخط الحديدي تيرانو-ليكو، وتخدمها محطة فَرِنَّة-إزينو-بيرليدو.

## السكان
في سنة 1861 بلغ عدد السكان 1٬129 نسمة، وتطور العدد ليصل في سنة 2011 لـ 765 نسمة.
يظهر هذا المخطط البياني تطور النمو السكاني لـ فَرِنَّة

## مشاهير
- جيوفاني باتيستا بيريللي (1848-1932), رجل الأعمال والمهندس والسياسي الذي أسس شركة بيريللي في ميلانو في عام 1872.

## وصلات خارجية
- برولوكو فَرِنَّة (باللغة الإنجليزية)
- الأخبار و الأحداث - فَرِنَّة (باللغة الإنجليزية)
- معلومات سياحية عن فَرِنَّة (باللغة الإنجليزية)

‌